# Laetitia Coryn

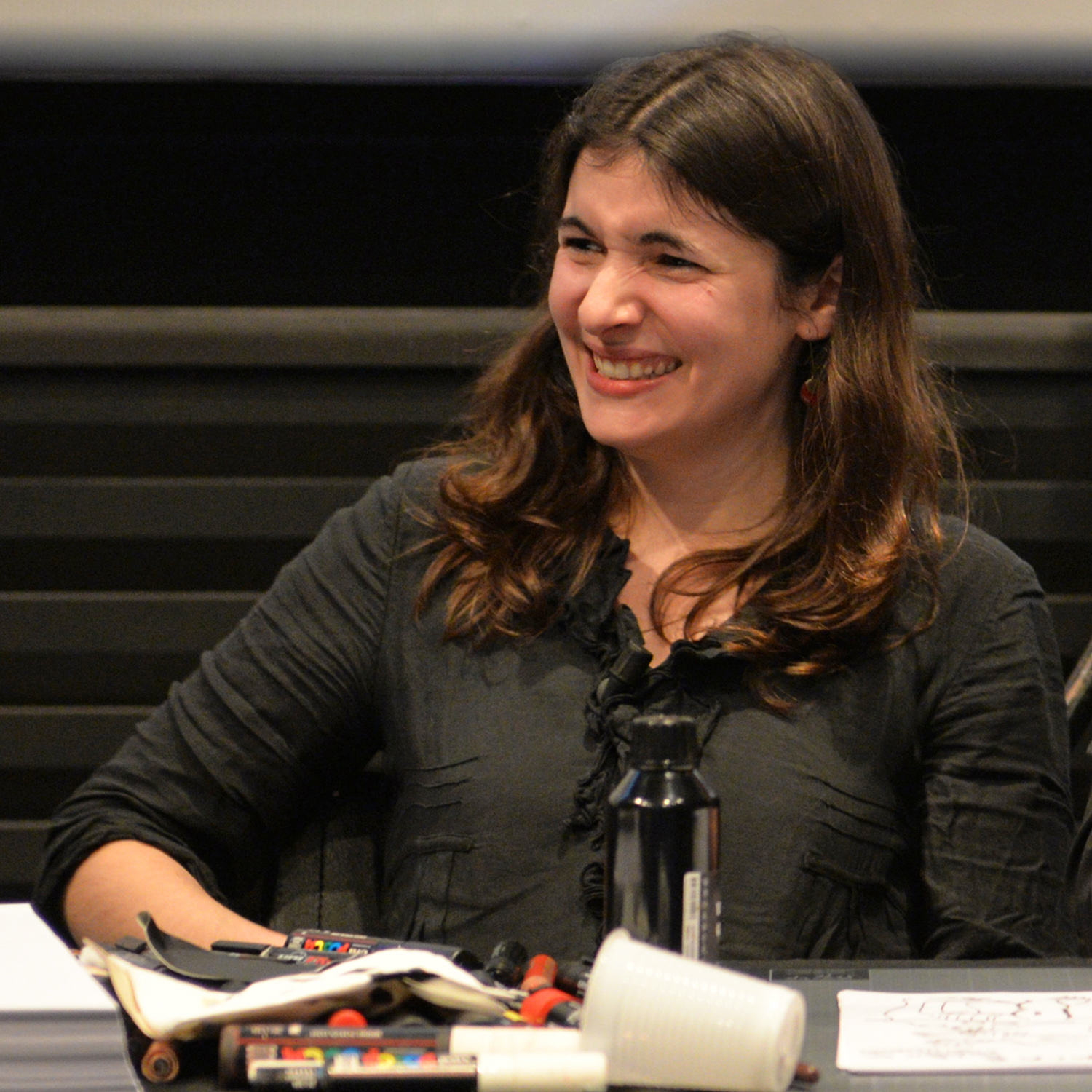
Laetitia Coryn, 2015

Laetitia Coryn (* 1984) ist eine französische Autorin, Comiczeichnerin, Illustratorin und Synchronsprecherin.

## Leben
Eine Begegnung mit dem Comiczeichner Jean-Claude Mézières bewog die 15-jährige Coryn dazu eine Karriere als Illustratorin anzustreben. Später studierte sie in Paris an der École supérieure des arts et industries graphiques (ESAIG) und veröffentlichte 2009 bei Glénat ihren ersten Comicband.
Coryn publizierte 2016 zusammen mit dem Sexologen Philippe Brenot den Comic Sex Story, der die kulturelle Geschichte der Sexualität erzählt. Er entwickelte sich in Frankreich schnell zu einem Bestseller und wurde bald darauf in weitere Sprachen übersetzt.

## Werke
- Le monde merveilleux des vieux tome 1. Glenat, 2009, ISBN 978-2-7234-6917-3.
- Le monde merveilleux des vieux tome 2. Glenat, 2009, ISBN 978-2-7234-6732-2.
- Fenêtre sur cour d'école. Dargaud, 2014, ISBN 978-2-205-06743-9.
- Le péril vieux. Dargaud, 2014, ISBN 978-2-7556-1052-9.

### Nur als Zeichnerin
- mit Pat Perna und Pat Ryu: La question de Dieu. 12 Bis, 2011, ISBN 978-2-35648-246-4.
- mit Philippe Brenot, Isabelle Lebeau: Sex Story. Arenes, 2016, ISBN 978-2-35204-503-8.
  - Valerie Schneider (Übersetzerin): Sex Story: Eine Kulturgeschichte in Bildern. btb, 2017, ISBN 978-3-641-22696-1.
- mit Leïla Slimani, Sandra Desmazières: Paroles d'honneur. Arenes, 2017, ISBN 978-2-35204-654-7.
  - Hand aufs Herz. Avant, 2018, ISBN 978-3-945034-95-8.